# Giovanni Maria Bertolo
Giovanni Maria Bertolo (Vicenza, 31 agosto 1631 – Venezia, 7 novembre 1707) è stato un giurista italiano, cittadino della Repubblica di Venezia.
Iniziata la sua carriera prima come avvocato a Vicenza e a Venezia, ebbe in seguito importanti cariche pubbliche in queste due città. Nel 1702 donò alla città natale la sua ricchissima biblioteca, che da lui prese nome di Biblioteca civica Bertoliana.

## Biografia

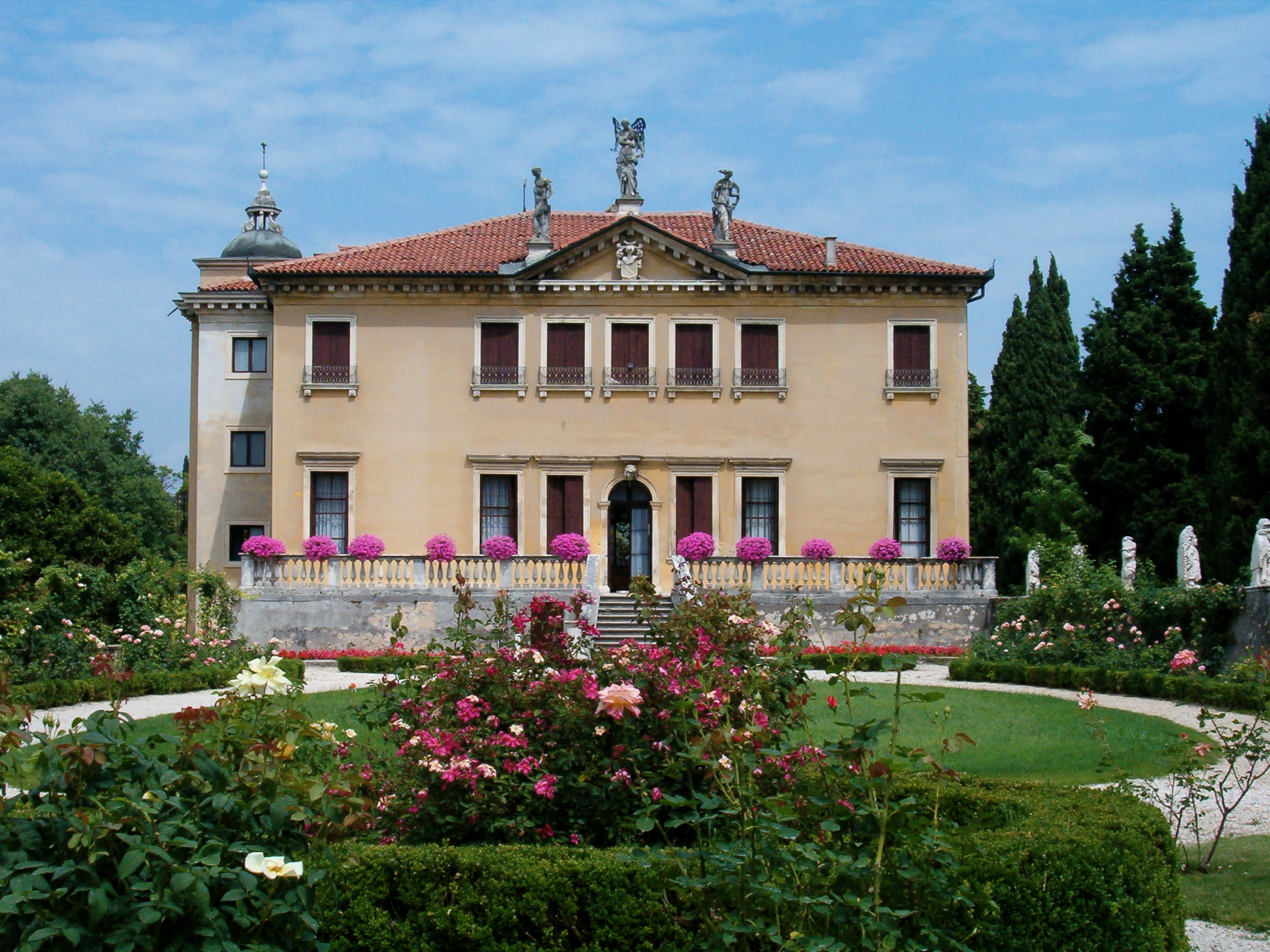
Villa Valmarana "Ai Nani"

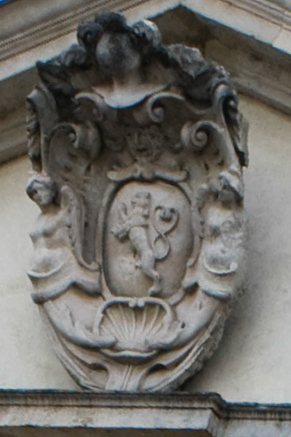
Lo stemma gentilizio di Giovanni Maria Bertolo, con il leone rampante a due code, ovvero i due rami del diritto civile e canonico in cui era laureato. Chiesa di Santa Caterina in Porto, Vicenza

Nato a Vicenza da un umile operaio, "tornidor" con bottega "in faccia la Cuba del Duomo", intraprese gli studi di giurisprudenza presso l'Università degli Studi di Padova, laureandosi in utroque iure, qualifica che verrà riportata sul proprio stemma gentilizio, una volta acquisito il titolo di nobile cittadino. Nel 1655 già esercitava la professione di avvocato e presto si stabilì a Venezia, dove si creò in poco tempo una certa notorietà.
Nel 1684 fu nominato con decreto ducale consultore in jure della Repubblica di Venezia, incarico che seppe adempiere con scrupolo e competenza; negli anni seguenti fu nominato anche consultore sopra feudi e con tale incarico fu inviato in missione a Parma, dove risolse una contesa feudale fra il granduca di Toscana e il Duca.
Rimase però sempre legato alla propria città natale, stabilendosi nella villa - poi chiamata Villa Valmarana "Ai Nani" - che aveva fatto costruire intorno al 1670 come residenza di campagna alle pendici di Monte Berico, poco al di fuori del Borgo Berga.
Tra l'altro, negli anni settanta il Bertolo finanziò con grande generosità la ristrutturazione di alcuni edifici religiosi di questo borgo: le chiese di Santa Caterina e Santa Caterina in Porto, l'Oratorio delle Zitelle e, probabilmente l'Oratorio di San Nicola da Tolentino, tutti progettati dall'architetto Antonio Pizzocaro.
Anche come riconoscimento della sua munificenza, nel 1689 il Consiglio della città lo onorò pubblicamente includendolo fra i membri del Collegio dei giudici e l'anno seguente lo elesse cittadino nobile, accogliendolo nel patriziato con tutte le prerogative attinenti.
Nel 1694 fu eletto deputato ad utilia della città di Vicenza, pur continuando nel frattempo l'attività di consultore; la sua produzione giuridica è raccolta in una ventina di grossi volumi di carte manoscritte e riguarda, per circa 1500 consulte, gli argomenti più vari della vita dello stato, dal diritto canonico al diritto pubblico a quello internazionale, con una certa prevalenza per le questioni ecclesiastiche, nelle quali si tenne rigorosamente fedele alla tradizione giurisdizionalistica della Repubblica, trattando le pretese e le proteste del clero e della Chiesa con immutabile diffidenza e severità.
Ma ancor più che per l'attività di giurista, il Bertolo resta nella memoria cittadina per la sua passione d'instancabile e dotto raccoglitore di libri antichi e di preziosi manoscritti, portata fedelmente innanzi per tutta la sua vita. Raccolta una magnifica biblioteca, decise verso gli ultimi anni di vita di donarla alla sua città per dotarla di un'adeguata biblioteca pubblica; nel settembre 1702 scrisse una lettera ai rettori della città, disponendo con un legato testamentario la cessione della biblioteca, a quel tempo di circa 9.000 volumi, perché diventasse di utilizzo pubblico e purché fosse conservata in un "vaso di tanto splendore"; furono così poste le basi della biblioteca civica - una delle più ricche e preziose del Veneto - che oggi porta il suo nome.
Immediatamente il Consiglio comunale ordinò la costruzione di una sala all'interno del palazzo del Monte di Pietà, in quel momento in fase di ristrutturazione ad opera dell'architetto Francesco Muttoni, ma per l'accesso alla biblioteca il Comune volle fornire una sede che riscuotesse l'ammirazione "per laudabile magnificenza e decoro", costruendo una seconda facciata sul fianco del palazzo. Nel 1708 la biblioteca venne aperta ufficialmente ai vicentini e intitolata "Bertoliana" in onore del suo fondatore. In questo palazzo rimase per un secolo, per essere poi spostata nell'ex convento di San Giacomo.
Ancora nel 1693, ben prima di morire, il Bertolo pensò alla propria sepoltura e fece predisporre la lastra tombale, che si trova quasi al centro del pavimento della chiesa di Santa Caterina. Nella parte superiore della lapide è ricordato l'amore per i libri del Bertolo: la decorazione a marmi policromi rappresenta una pila di volumi con una clessidra e una candela.